# Moderní gymnastika na Letních olympijských hrách 2020
Soutěže v moderní gymnastice na Letních olympijských hrách 2020 se konaly od 6. do 8. srpna 2021 v gymnastickém centrum Ariake.

## Medailistky
| Soutěž           | Zlato | Stříbro | Bronz |
| ---------------- | --- | --- | --- |
| jednotlivkyně    | Linoy Ashramová (ISR)                                                                                     | Dina Averinová (ROC) | Alina Harnasko (BLR)                                                                                          |
| společné skladby | Bulharsko (BUL) · Simona Dyankova · Stefani Kiryakova · Madlen Radukanova · Laura Traets · Erika Zafirova | Sportovci ROV (ROC) · Anastasiia Bliznyuk · Anastasiia Maksimova · Angelina Shkatova · Anastasiia Tatareva · Alisa Tishchenko | Itálie (ITA) · Martina Centofanti · Agnese Duranti · Alessia Maurelli · Daniela Mogurean · Martina Santandrea |

## Přehled medailí
| Pořadí | Země          | Zlato | Stříbro | Bronz | Celkově |
| ------ | ------------- | ----- | ------- | ----- | ------- |
| 1      | Izrael        | 1     | 0       | 0     | 1       |
| 1      | Bulharsko     | 1     | 0       | 0     | 1       |
| 2      | Sportovci ROV | 0     | 2       | 0     | 2       |
| 3      | Bělorusko     | 0     | 0       | 1     | 1       |
| 3      | Itálie        | 0     | 0       | 1     | 1       |
| celkem | celkem        | 2     | 2       | 2     | 6       |